# Styrbord Babord

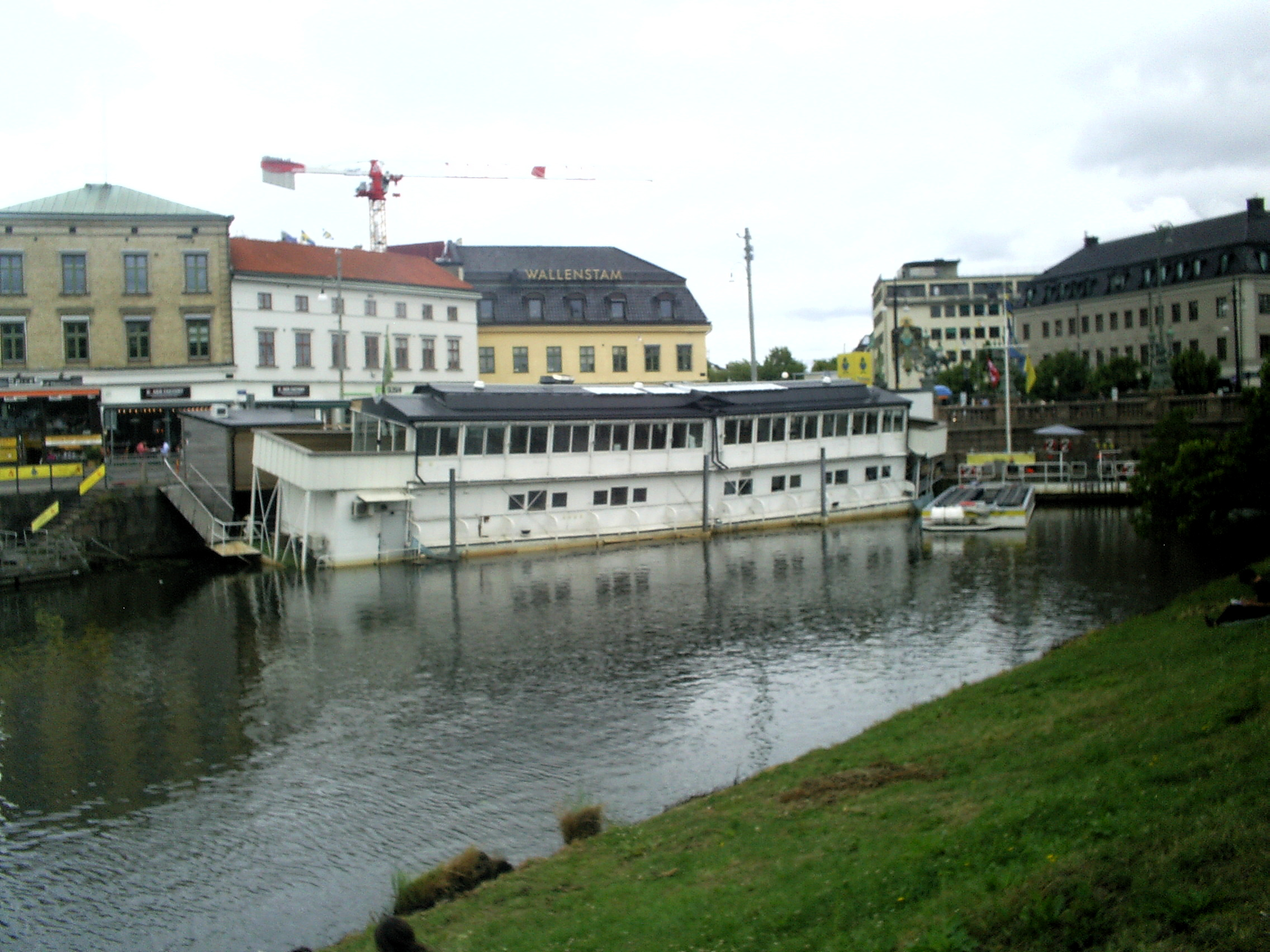
"Matvraket" sommaren 2021, med tydlig slagsida.

Styrbord Babord är en före detta restaurang och nattklubb. Den var belägen i en båt, som fortfarande är förtöjd vid Kungsportsplatsen 1 i Göteborg. I februari 2013 flyttade den spanska restaurangen La Sombrita in. I den Göteborgshumorn är båten ibland känd som "Matvraket", på grund av att den ofta uppvisar slagsida. 

## Historia
På 1930-talet behövde Paddanbåtarna en ponton eller pråm som plattform för på- och avstigande passagerare vid Kungsportsplatsen. Paddans dåvarande ägare var Sessanlinjen, som fann ett skrov från en före detta flodbåt på ett varv i London. Denna flodbåt var ursprungligen byggd omkring förra sekelskiftet och användes fram till 1920 på Nilen. Skrovet togs till Göteborg och in under broarna i Vallgraven. Sedan kom överbyggnaden till, och således är båten en fånge i vallgraven då broarna inte är öppningsbara.

### Indraget alkoholtillstånd
Restaurangen råkade i svårigheter i början av säsongen 2011. Först fick båten en svår slagsida med vatteninträngning. När båten sedan var länspumpad och reparerad drog tillståndsmyndigheterna in restaurangens alkoholtillstånd. Anledningen sades vara: för få sittplatser, brist på lagad mat samt sent inbetalda skatter. Men allting ordnade sig, och restaurang samt nattklubb kunde öppna igen lite senare på säsongen.

## Olika namn
Båten / restaurangen har tidigare haft andra namn:
- Port Said
- Åtta glas

### Inofficiella namn
- M/S Karnak (efter flodbåten i Agatha Christies kriminalroman Döden på Nilen.
- M/S Matvraket,[1] av Göteborgshumorn de gånger restaurangbåten varit nära att sjunka.